# Драган Великић
Драган Великић (Београд, 3. јул 1953) српски је књижевник. Двоструки је добитник Нинове награде.

## Биографија
Одрастао је у Пули. Дипломирао је светску књижевност на београдском Филолошком факултету.
Од 1994. до 1999. године био је уредник издавачке делатности Радија Б92 „Самиздат Б92“. Писао је колумне за Нин, Време, Данас и Репортер.
Био је од 2005. до 2009. године амбасадор Србије и Црне Горе, односно Републике Србије у Републици Аустрији.
Пише романе, прича, есеје, публикује књиге изабраних интервјуа. Преведен је на петнаест европских језика. Двоструки је добитник Нинове награде за роман године.
Члан је Српског књижевног друштва.
За роман Иследник требало је да добије Награду Народне библиотеке Србије за најчитанију књигу године, али је награда (напречац) укинута пре званичне доделе.
Његове књиге су преведене на шеснаест европских језика те на арапски и фарси. Заступљен је у домаћим и иностраним антологијама.

## Награде
- Награда „Милош Црњански”, за роман Via Pula, 1988.
- Награда „Борислав Пекић”, за синопсис романа Северни зид, 1994.
- НИН-ова награда, за роман Руски прозор, 2008.
- Награда „Меша Селимовић”, за роман Руски прозор, 2008.
- Средњоевропска награда за књижевност, за роман Руски прозор, 2008.[10]
- Награда „Кочићева књига”, 2015.
- Награда „Кочићево перо”, за роман Иследник, 2015.
- НИН-ова награда, за роман Иследник, 2016.
- Награда „Златни сунцокрет”, за роман Иследник, 2016.
- Књижевна награда „Подрум Радовановић”, за роман Иследник, 2016.[11]
- Међународна књижевна награда „Виленица”, 2019.[12]

## Дела
Романи
- (1988)[13]
- Астраган (1991)[14]
- (1993)[15]
- Северни зид (1995, 2013)[16]
- Дантеов трг (1997, 2013)[17]
- Случај Бремен (2001)[18]
- Досије Домашевски (2003, 2014)[19]
- Руски прозор (2007)[20]
- (2012)[21]
- Иследник (2015)[22]
- Адреса (2019)[23]
- Бечки роман (2024)[24]

Књиге прича
- Погрешан покрет (1983)[2]
- Стаклена башта (1985)[2]
- Београд и друге приче (2009)[2]

Књиге есеја
- (1993)
- Депонија (1994)
- Стање ствари (1998)
- Псећа пошта (2006)
- О писцима и градовима (2010)
- Братство по мрљи (2018)[25]
- Соко зове Ласту (2022)[26]

## Галерија
- Великић у Пироту 2016. године
- Великић у Пироту 2016. године
- Великић у Пироту 2016. године